# Pokaż mi niebo
Pokaż mi Niebo – utwór polskiego zespołu Feel z drugiego albumu grupy, Feel 2. Został wydany w kwietniu 2009 w Polsce jako pierwszy singel z płyty.

## Informacje
Premiera „Pokaż mi Niebo” nastąpiła 27 marca 2009 o godzinie 17:00 w Radiu Eska. W kwietniu wydano go na singlu w ramach promocji nowego albumu Feel 2, który ukazał się 5 czerwca.

## Teledysk
Do piosenki nakręcono teledysk, którego premiera odbyła się 20 kwietnia 2009 na portalu Onet.pl, w którym oprócz Feela wystąpił Andrzej Grabowski. Reżyserem teledysku jest Mirosław Kuba Brożek. Zdjęcia odbywały się na Nikiszowcu w Katowicach i na lotnisku Katowice-Muchowiec, 9 kwietnia 2009. Klip przedstawia Piotra Kupichę jako zbuntowanego nastolatka (młodego Piotra zagrał Aleksander Gocalski-Rybarz) i Andrzeja Grabowskiego jako jego ojca.
Teledysk „Pokaż mi Niebo” jest jedynym klipem zespołu i jednym z nielicznych polskich teledysków który nakręcono techniką filmową.

## Wykonania
Feel po raz pierwszy wykonał na żywo „Pokaż mi Niebo” 5 kwietnia 2009 w programie Taniec z gwiazdami.